# دير خونا
دير خونا هي إحدى القرى اللبنانية من قرى قضاء بعبدا في محافظة جبل لبنان.